# Teodor I. Laskaris
Teodor I. Laskaris (grč. Θεóδωρος Λάσϰαρις, Theódōros Láskaris) (?, oko 1175. – Niceja, studeni 1221.), nicejski car (1204. – 1221.) iz dinastije Laskarisa. Bio je prvi vladar Nicejskog Carstva.

## Životopis
Rodio se oko 1175. godine u bizantskoj aristokratskoj obitelji Laskaris. Nakon što je 1204. godine bilo utemeljeno Latinsko Carstvo na razvalinama nekadašnjeg Bizantskoga Carstva, Teodor i njegov brat, svrgnuti bizantski car Konstantin pobjegli su u Malu Aziju odakle su organizirali otpor prema latinskoj vlasti. Na čelo ustanka stao je Teodor koji je za središte pokreta otpora odabrali su grad Niceju.
Godine 1205. proglašen je carem, a 1208. je okrunjen. Iako je pretrpio poraz od vojske Latinskog Carstva u bici kod Pemanena, nakon čega je većina gradova u Bitiniji pala pod vlast Latina, neočekivani poraz latinskog cara Balduina I. 14. travnja 1205. godine u bici kod Hadrijanopola od bugarskog cara Kalojana spriječila je daljnje osvanjanje Latina u Maloj Aziji.
Osiguravši temelje vlasti, izgradio je državnu organizaciju po uzoru na stari Bizant. Odbio je novi latinski napad 1206. godine pod vodstvom novog latinskog cara Henrika I. Flandrijskog, a vodio je i teške borbe protiv Seldžuka i protiv ostalih grčkih država nastalih na ruševinama Bizanta, a osobito protiv Trapezuntskog Carstva. U sukob između Nicejskog Carstva i Ikonijskog sultanata umiješao se odbjegli bizantski car Aleksije III. Angel koji je pružio izgovor sultanu za napad na Teodora I. Usprkos početnim teškim gubicima, Teodor je odnio pobjedu u proljeće 1211. godine u bici kod Antiohije u Pizidiji. U međuvremenu je Henrik I. porazio nicejsku vojsku 15. listopada 1211. u bici na Rindaku i probio se do Pergama i Nimfeja, ali ta mu pobjeda nije donijela konačan rasplet sukoba. Budući da su obje strane bile iscrpljene ratom sklopljen je mir krajem 1214. godine u Nimfeju kojim je Henrik I. priznao Nicejsko Carstvo i utvrdio međusobne granice.
Poslije sklapanja mira s Latinskim Carstvom, Teodor je imao odriješene ruke da se sukobi s trapezuntskim carem Davidom Komnenom koji je bio saveznik Latina i u njihovo ime napadao Nicejsko Carstvo. Godine 1214. Teodor je pripojio Niceji cijelo Davidovo područje zapadno od Sinope, zajedno s Heraklejom i Amastridom, čime je učvrstio svoj položaj na južnoj obali Crnog mora.
Godine 1219. oženio se s Marijom Courtenayskom, sestrom latinskog cara Roberta de Courtenaya, čime je dodatno ojačao položaj prema Latinskomu Carstvu. Iste je godine sklopio trgovački ugovor s Mlečanima.
Naslijedio ga je zet Ivan III. Duka Vatac.